# Ináncs
Ináncs es un pueblo ubicado en el distrito de Encs, en el condado de Borsod-Abaúj-Zemplén, Hungría.

## Superficie
Posee una superficie de 10,94 kilómetros cuadrados.

## Demografía
Hasta 2019 la población era de 1181 habitantes, con una densidad de población de 108,0 habitantes por kilómetro cuadrado.